# Jan Tomaszewski (geograf)
Jan Tomaszewski (ur. 1936 r., zm. 2017 r.) – polski geograf, badacz hydrografii Sudetów i południowo-zachodniej Polski, wykładowca i profesor Uniwersytetu Wrocławskiego, pochowany na cmentarzu przy ul. Bujwida we Wrocławiu.

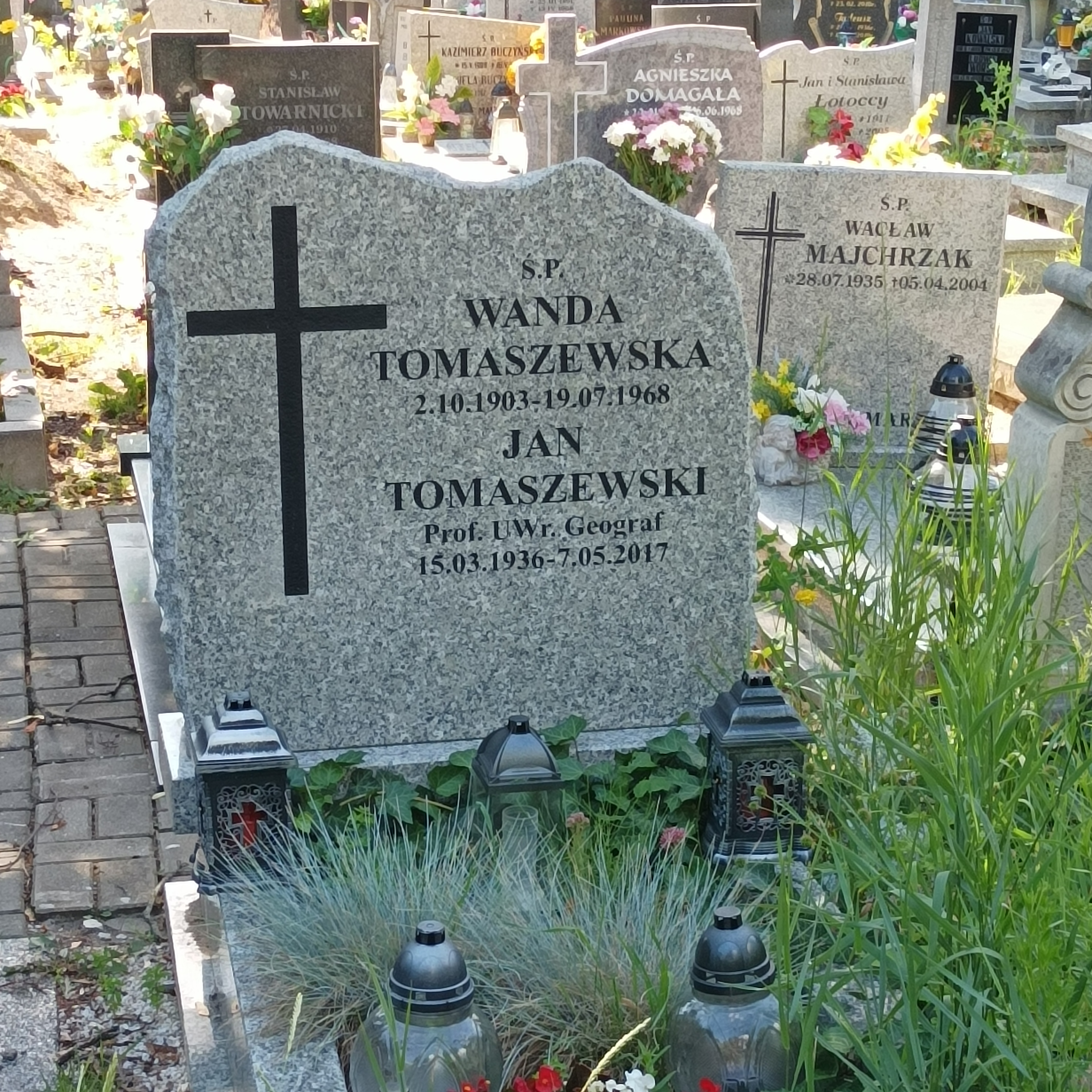
Grób prof. Jana Tomaszewskiego na cmentarzu św. Wawrzyńca we Wrocławiu